# Патрикі
Патрикі (пол. Patryki, нім. Patricken) — село в Польщі, у гміні Пурда Ольштинського повіту Вармінсько-Мазурського воєводства.
Населення — 339 осіб (2011).
У 1975-1998 роках село належало до Ольштинського воєводства.

## Демографія
Демографічна структура станом на 31 березня 2011 року:
|          | Загалом | Допрацездатний вік | Працездатний вік | Постпрацездатний вік |
| -------- | ------- | ------------------ | ---------------- | -------------------- |
| Чоловіки | 181     | 32                 | 130              | 19                   |
| Жінки    | 158     | 31                 | 102              | 25                   |
| Разом    | 339     | 63                 | 232              | 44                   |